# ری (خواننده)
ریچل آگاتا کین (انگلیسی: Rachel Agatha Keen) زادهٔ ۲۴ اکتبر ۱۹۹۷ که بیشتر با نام هنری ری (انگلیسی: Raye) شناخته می‌شود، خواننده، آهنگ‌ساز، و خواننده-ترانه‌سرای بریتانیایی است. او ابتدا پس از امضای قرارداد با پالیدور رکوردز و متعاقباً انتشار تک‌آهنگ‌های رقص و آلبوم های چند آهنگه (EPs) به شهرت رسید.  ری پس از آن با جدا شدن از شرکت ضبط، که ظاهراً از انتشار اولین آلبوم او خودداری کرد، توجه رسانه ها را به خود جلب کرد.
رِی به طور مستقل اولین آلبوم استودیویی خود را با نام «My 21st Century Blues» در سال ۲۰۲۳ منتشر کرد که مورد تحسین منتقدان قرار گرفت. سومین تک آهنگ آلبوم، "Escapism"، در رسانه های اجتماعی محبوبیت پیدا کرد و اولین آهنگ او شد که در جدول تک‌آهنگ‌های بریتانیا صدرنشین شد و وارد چارت ۱۰۰ آهنگ داغ بیلبورد ایالت متحده شد. در جوایز بریت ۲۰۲۴، ری برنده شش بخش از جمله هنرمند سال بریتانیا شد و رکورد هنرمندی را که بیشترین جوایز دریافت شده را در یک مراسم از سازمان دریافت کرده بود شکست. بی‌بی‌سی ری را در فهرست ۱۰۰ زن ۲۰۲۴ خود قرار داد. او سه نامزدی در شصت و هفتمین مراسم جوایز گرمی از جمله بهترین هنرمند جدید دریافت کرد.
از نظر شعری با تمرکز بر مبارزات خود و مسائل معاصر، اکثر موسیقی های ترکیبی ژانر ری تحت تأثیر جاز است، در حالی که آر اند بی، پاپ و سول را نیز در بر می گیرد. خارج از دیسکوگرافی خودش، ری برای نوازندگان دیگر، مانند بیانسه، چارلی ایکس‌سی‌ایکس، جان لجند و لیتل میکس آهنگ‌سازی کرده است.

## اوایل زندگی
ری با نام ریچل آگاتا کین در ۲۴ اکتبر ۱۹۹۷ در توتینگ لندن به دنیا آمد. از مادری غنائی-سوئیسی که یک کارمند بهداشت روان است و پدری انگلیسی از یورکشایر. او سه خواهر کوچکتر دارد: ترانه سرا ابی-لین، لورن نوازنده، و کیتلین. در کودکی، ری اغلب به کلیسا می رفت، جایی که مادرش در گروه کر آواز می خواند و پدرش مدیر موسیقی بود. ری و خانواده‌اش بعداً به کرویدون، جنوب لندن نقل مکان کردند، جایی که او بزرگ شد و در دبیرستان وودکت تحصیل کرد.
ری که توسط موسیقی احاطه شده بود، برای اولین بار در سن هشت سالگی علاقه خود را به تبدیل شدن به یک هنرمند ضبط نشان داد. او اولین آهنگ خود را برای یک کنسرت در سال 6 نوشت و آن را در کلیسای جامع ساوث‌وارک اجرا کرد، پس از اینکه پدرش به او نحوه نواختن پیانو را آموخت. در سن ۱۴ سالگی، ری برای ورود به مدرسه بریتانیا انتخاب شد، جایی که او به مدت دو سال تحصیل کرد و سپس به دلیل احساس "محدودیت" ترک تحصیل کرد. او بیشتر سال های نوجوانی خود را صرف یادگیری نحوه نوشتن آهنگ به صورت حرفه‌ای در جلسات استودیویی در آخر هفته ها کرد.